# عبد اللطيف شملال
عبد اللطيف شملال (من مواليد 11 يناير 1982 في خريبكة) هو عداء مغربي متخصص في المسافات الطويلة في مسافة 3000 متر موانع. أفضل توقيت شخصي هو 8:21.00 دقيقة، أحرزه في يونيو 2002 في إشبيلية. كان يمثل بلاده في سباق الموانع في دورة الألعاب الأولمبية الصيفية لعام 2004.

## روابط خارجية
- عبد اللطيف شملال على موقع الاتحاد الدولي لألعاب القوى (الإنجليزية)
- عبد اللطيف شملال على موقع أوليمبيديا (الإنجليزية)